# Ornithidium nubigenum
Ornithidium nubigenum är en orkidéart som beskrevs av Heinrich Gustav Reichenbach. Ornithidium nubigenum ingår i släktet Ornithidium och familjen orkidéer. Inga underarter finns listade i Catalogue of Life.